# Coppa Naseem Hamed
La Coppa Naseem Hamed (in arabo كأس نسيم حميد‎?) è una competizione calcistica organizzata dalla Federazione calcistica dello Yemen (YFA) in due circostanze, nel 2000 e nel 2003, prima della sua cancellazione. Prendeva il nome dal pugile Naseem Hamed.
L'Al-Tilal vinse entrambe le edizioni.

## Edizioni
| Stagione | Vincitore | Punteggio          | Finalista       |
| -------- | --------- | ------------------ | --------------- |
| 2000     | Al-Tilal  | 2 - 2 3 - 2 rigori | Al-Wahda San'a' |
| 2003     | Al-Tilal  | 2 - 0              | Al Ahli San'a'  |